# Клајв Вудвард
Сер Клајв Роналд Вудвард (енгл. Clive Woodward; 6. јануар 1956) бивши је енглески рагбиста и рагби тренер, који је као селектор предводио „црвене руже” до највећег успеха, освајања титуле светског првака 2003. 
Родио се у месту Илај, као син војног пилота. Тренирао је упоредо фудбал и рагби. Током играчке каријере најдуже је играо за Лестер. За репрезентацију Енглеске дебитовао је 19. јануара 1980. против Ирске. Одиграо је и 2 меча за британске и ирске лавове. Радио је као тренер у неколико енглеских клубова, све до 1997, када је изабран за селектора Енглеске. После неуспеха на светском првенству 1999, када је Енглеска у четвртфиналу испала од Јужноафричке Републике, био је под великим притиском јавности, ипак остао је селектор, па је предводио Енглеску до освајања гренд слема у купу шест нација и титуле првака света 2003. После светског првенства у Аустралији, имао је лоше резултате па је 2004, смењен. Био је селектор лавова на турнеји 2005. на Новом Зеланду, када је репрезентација Новог Зеланда победила са 3−0 у серији. 
Ожењен је и члан је рагби Куће славних.